# شهرستان دنا
شهرستان دنا، یکی از شهرستان‌های استان کهگیلویه و بویراحمد است. مرکز این شهرستان، شهر سی‌سخت است.
شهرستان دنا در سال ۱۳۷۹ از شهرستان بویراحمد جدا و مستقل گردید.

## موقعیت جغرافیایی
شهرستان دنا در شمال استان کهگیلویه و بویراحمد واقع گردیده است. این شهرستان از شمال با شهرستان لردگان استان چهارمحال و بختیاری، از شرق با شهرستان سمیرم استان اصفهان، از جنوب و جنوب غربی با شهرستان بویراحمد و از غرب با شهرستان مارگون همسایه است.